# Wojciechów (Mazovie)
Pour les articles homonymes, voir Wojciechów.
Wojciechów (prononciation : [vɔjˈt͡ɕexuf]) est un village polonais de la gmina de Jastrzębia dans le powiat de Radom de la voïvodie de Mazovie dans le centre-est de la Pologne.
Il se situe à environ 11 km au nord de Radom (siège du powiat) et à 83 km au sud de Varsovie (capitale de la Pologne).

## Histoire
De 1975 à 1998, le village appartenait administrativement à la voïvodie de Radom.